# Pterocheilus atrohirtus
Pterocheilus atrohirtus är en stekelart. Pterocheilus atrohirtus ingår i släktet palpgetingar, och familjen Eumenidae. Utöver nominatformen finns också underarten P. a. fereniger.